# Plac Po Farze

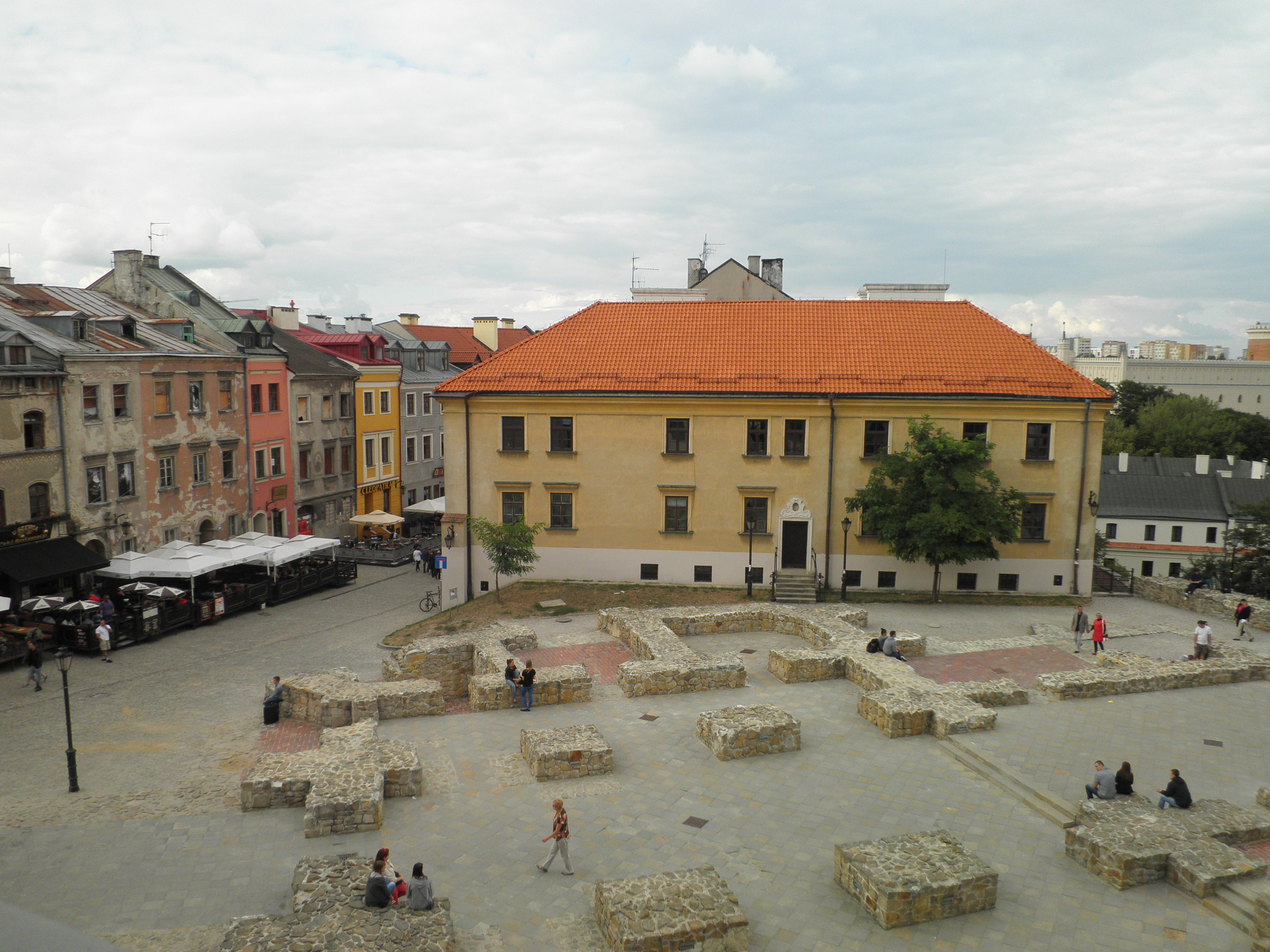
Po Farze Platz in Lublin

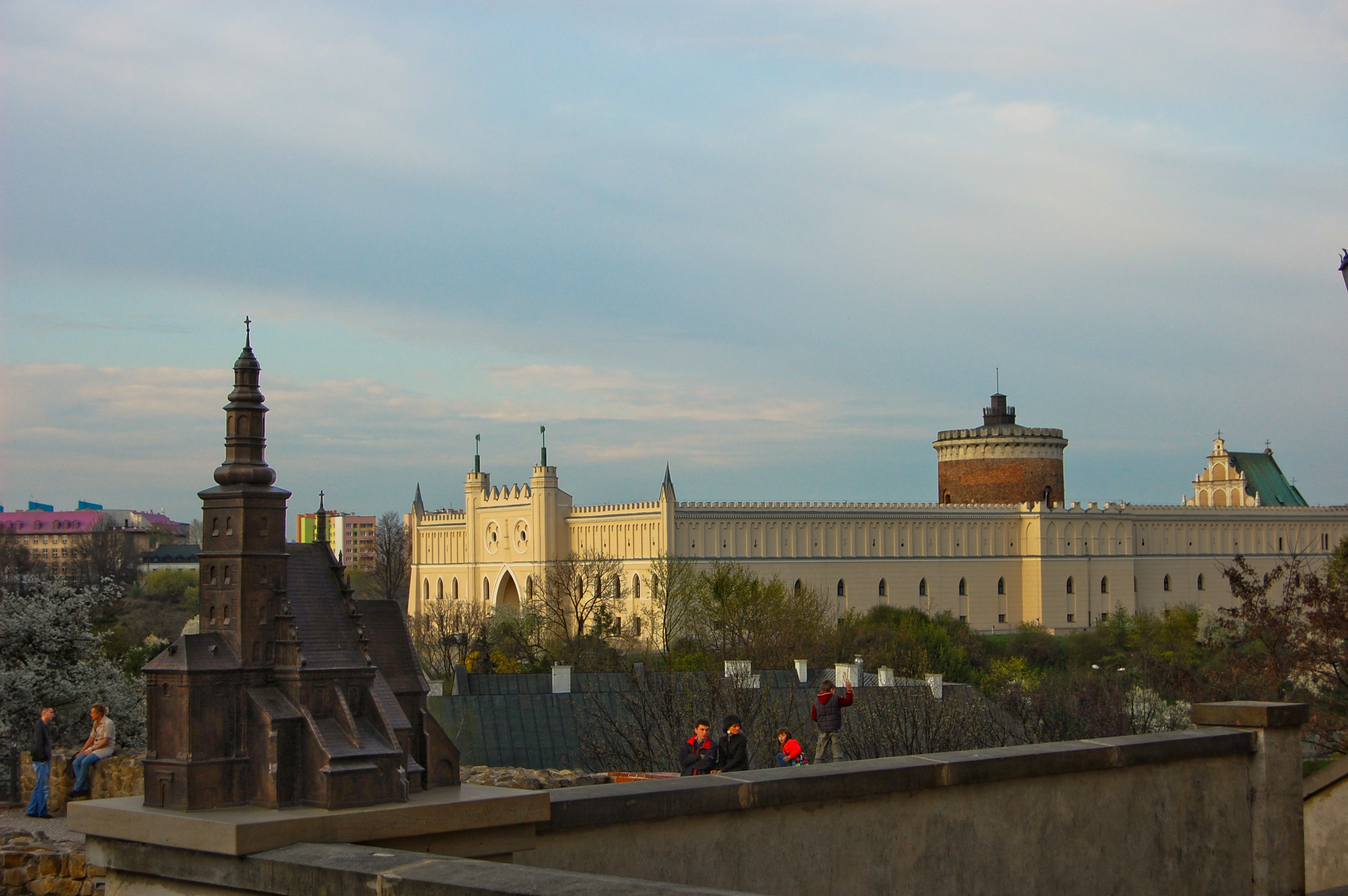
Bronzemodell von St. Michael, im Hintergrund das Schloss Lublin

Der Plac Po Farze ist ein Platz in der historischen Altstadt von Lublin in Polen. Auf dem Platz befand sich ehemals die im 15. Jahrhundert errichtete Kirche St. Michael, die aufgrund ihres schlechten Zustandes bis 1857 vollständig abgebrochen wurde.

## Geschichte
Nach dem Abbruch der Kirche wurde die freigewordene Fläche als Stadtplatz konzipiert und war 1899 eingezäunt und mit Gras bewachsen. In der Mitte des Platzes befand sich ein Kreuz auf einem Steinsockel, das an die ehemals vorhandene Kirche St. Michael erinnerte. In den Jahren zwischen den beiden Weltkriegen wurde der Platz mehrmals verändert. Pflanzen bildeten die angeblichen Grundrisse der Kirche nach. Erst durch J. E. Dutkiewicz wurden die Fundamente der Kirche von 1937 bis 1938 ausgegraben. In der Zeit nach dem Zweiten Weltkrieg wurde zum 10-jährigen Jubiläum der Volksrepublik Polen der Platz erneut umgestaltet, so wurde unter anderem ein Brunnen aufgestellt und mehrere Bäume gepflanzt.
Der heutige Zustand des Platzes geht auf Restaurierungsarbeiten zu Beginn des 21. Jahrhunderts zurück. Nach Beendigung der archäologischen Ausgrabungen wurden die Fundamente gesichert und der Platz mit einem Bronzemodell der Kirche St. Michael vervollständigt. Dieses befindet sich in der Nähe des Pfarrhauses und des Epitaphes über dem Grab, in welchem die Überreste der Stadtbewohner beerdigt sind, die während der Ausgrabungen aufgefunden wurden.